# Rafaela Márquez Sánchez
Rafaela Márquez Sánchez (Linares, Jaén-1891) fue una archivera española, doctorada en Filosofía y Letras. 

## Trayectoria
Se licenció en Filosofía y Letras por la Universidad de Barcelona en 1916, doctorándose en 1920.

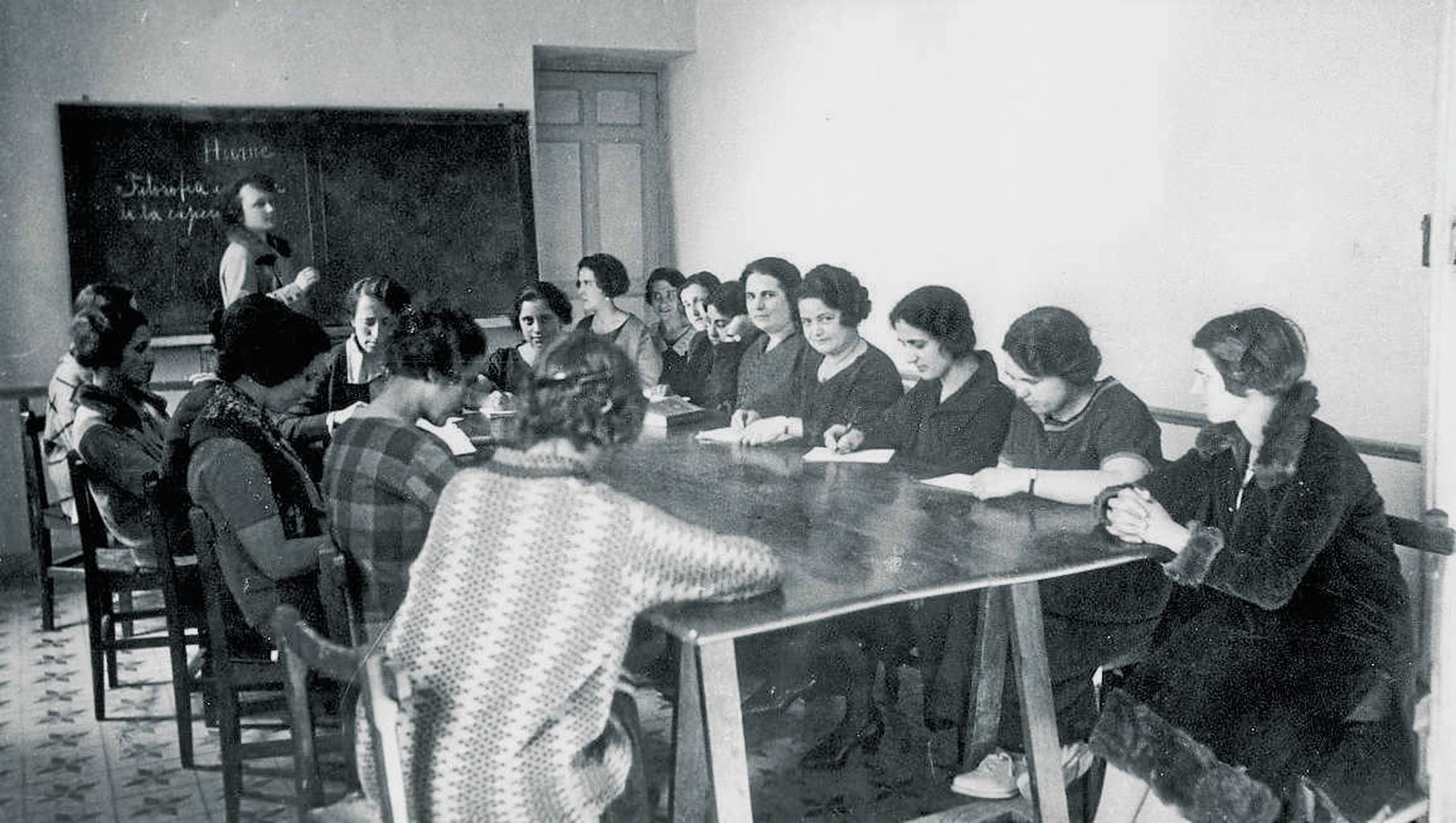
Residencia de Señoritas de Madrid, donde se alojó temporalmente Rafaela.

De 1921 a 1922, se alojó en la que fue una de las primeras instituciones universitarias para mujeres en la España del primer tercio del siglo XX, la Residencia de Señoritas de Madrid, dirigida por María de Maeztu.
Ingresó por oposición en 1921 en el Cuerpo Facultativo de Archiveros, Bibliotecarios y Arqueólogos, junto con otras tres mujeres: Áurea Javierre Mur, Ernestina González Rodríguez y Luisa Cuesta Gutiérrez.  En el inicio de la Guerra Civil estaba destinada en el Archivo-Biblioteca de la Presidencia del Gobierno en Madrid; al acabar la guerra solicitó su reingreso en el cuerpo. Fue readmitida en el servicio sin sanción.
Ejerció como funcionaria hasta su jubilación el 23 de abril de 1961.